# Ibal-pi-El II
Ibal-pi-El II est un roi d'Eshnunna monté sur le trône vers 1780 av. J-C. Il règne jusque vers 1766/1765. Il est d'abord l'allié du Royaume de Haute-Mésopotamie avant de se retourner contre lui à la mort de Samsî-Addu (vers 1775 av. J-C). Il contribue ainsi largement à sa destruction et récupère de nombreux territoires.
Peu après, mécontent de l'alliance de Mari avec le royaume d'Alep, il se lance dans la guerre des révoltes des Benjaminites contre Zimrî-Lîm, roi de Mari. Il est contraint à la paix vers 1770/1769. Cette guerre provoque aussi de fortes tensions avec Babylone qui est venue au secours de Mari. Ainsi en 1766/1765, lorsque l'Élam souhaitera annexer Eshnunna, ces deux puissances apporteront largement leur soutien au roi Siwepalarhuhpak. Devant le nombre, Eshnunna est rapidement envahie et Ibal-pi-El II trouve la mort dans les combats.